# Cnidium cnidiifolium
Cnidium cnidiifolium är en flockblommig växtart som först beskrevs av Porphir Kiril Nicolai Stepanowitsch Turczaninow, och fick sitt nu gällande namn av Boris Konstantinovich Schischkin. Cnidium cnidiifolium ingår i släktet Cnidium och familjen flockblommiga växter. Inga underarter finns listade i Catalogue of Life.